# USIT
統合的構造化発明思考法（Unified Structured Inventive Thinking、USIT、ユーシット）は、問題解決手段を一通り編み出すための思考法である。

## 歴史
1990年代前半にRoni Horowitz博士らがTRIZを簡単にすることを目標として発展させてきた体系的発明思考法Systematic Inventive Thinking(SIT)、最近では改良型体系的発明思考法Advanced Systematic Inventive Thinking(ASIT)として知られている方法論を、1995年にEd Sickafus博士がフォード自動車へ導入した。Sickafus博士はSITを自動車業界の問題解決に合うように工夫して1997年にフォード社がテキストを出版したのを機に、Sickafus博士は方法論を「統合的構造化発明思考法」Unified Structured Inventive Thinking(USIT) － How to Inventと名付けた。
2000年からフォード社はUSITを社外にも広め始めた。今までにアフリカ、アジア、アメリカ、オーストラリア、ヨーロッパの個人、企業、機関に紹介されている。USITの小講座が載っている会報が3ヶ国語(スペイン語、日本語、韓国語)に翻訳されて2007年4月時点で累計43報発行されている。

## USITの概要
- USITは、あらゆる物事は　構成要素（Object）属性（Attribute）機能（Function）にて表せると考える。
- USITは3ステップの構成になっている。

1. 問題に取り組む範囲の仮決め
2. 問題分析
3. アイデア出し

## その他
ウェブサイトにUSITに関する無料の電子本や会報、転載/随筆を掲載している。そこにUSITのテキストに関する情報も載せてある。会報は日本語、スペイン語、韓国語版もある。

### 書籍
- “Unified Structured Inventive Thinking － How to Invent (統合的構造化発明思考法 － 発明のしかた)”

 by Dr. Ed. N. Sickafus, ISBN 0-96594350-X, Ntelleck, LLC, 1997

### 電子本
- “Unified Structured Inventive Thinking － an Overview (統合的構造化発明思考法 － 概説)”[2]

スペイン語訳
日本語訳
スペイン語訳 
“Heuristics for Solving Technical Problems － Theory, Derivation, Application”

### 会報
- U-SIT and Think Newsletter [5]

スペイン語訳 
日本語訳
韓国語訳

### 転載/随筆
- “Injecting Creative Thinking Into Product Flow (モノ作りに創造的思考を吹き込む)”[8]
- “Problem Statement (問題文)”[9]
- “Metaphorical Observasions (比喩に関する気づき)”[10]